# 博爾韋爾鎮區 (密蘇里州加斯科內德縣)
博爾韋爾鎮區（英語：Boulware Township）是位於美國密蘇里州加斯科內德縣的一個行政鎮區。

## 地方資料
博爾韋爾鎮區的面積為175.93平方千米，當中陸地面積為174.50平方千米，而水域面積為1.42平方千米。根據2020年美國人口普查的數據，當地共有人口585人，而人口密度為每平方千米3.33人。